# Sebastián Leto
Sebastián Eduardo Leto (Alejandro Korn, Buenos Aires, 1986. augusztus 30.) argentin labdarúgó, jelenleg a görög Panathinaikósz játékosa.

## Statisztika
| Klub                  | Szezon    | Primera División Argentina | Primera División Argentina | ---        | ---        | ---      | ---      | Nemzetközi kupaporond | Nemzetközi kupaporond | Egyéb | Egyéb | Összesen | Összesen |
| Klub                  | Szezon    | Meccs                      | Gól                        | Meccs      | Gól        | Meccs    | Gól      | Meccs                 | Gól                   | Meccs | Gól   | Meccs    | Gól      |
| --------------------- | --------- | -------------------------- | -------------------------- | ---------- | ---------- | -------- | -------- | --------------------- | --------------------- | ----- | ----- | -------- | -------- |
| Lanús                 | 2004–05   | 2                          | 1                          | -          | -          | -        | -        | 0                     | 0                     | 0     | 0     | 2        | 1        |
| Lanús                 | 2005–06   | 21                         | 4                          | -          | -          | -        | -        | 0                     | 0                     | 0     | 0     | 21       | 4        |
| Lanús                 | 2006–07   | 29                         | 3                          | -          | -          | -        | -        | 0                     | 0                     | 0     | 0     | 29       | 3        |
| Lanús összes          | 2005–2007 | 52                         | 8                          | -          | -          | -        | -        | 0                     | 0                     | 0     | 0     | 52       | 8        |
| Klub                  | Szezon    | Premier League             | Premier League             | FA-kupa    | FA-kupa    | Ligakupa | Ligakupa | Európai kupaporond    | Európai kupaporond    | Egyéb | Egyéb | Összesen | Összesen |
| Klub                  | Szezon    | Meccs                      | Gól                        | Meccs      | Gól        | Meccs    | Gól      | Meccs                 | Gól                   | Meccs | Gól   | Meccs    | Gól      |
| Liverpool             | 2007–08   | 0                          | 0                          | 0          | 0          | 2        | 0        | 2                     | 0                     | 0     | 0     | 4        | 0        |
| Liverpool összes      | 2007–2009 | 0                          | 0                          | 0          | 0          | 2        | 0        | 2                     | 0                     | 0     | 0     | 4        | 0        |
| Klub                  | Szezon    | Görög Szuperliga           | Görög Szuperliga           | Görög Kupa | Görög Kupa | ---      | ---      | Európai kupaporond    | Európai kupaporond    | Egyéb | Egyéb | Összesen | Összesen |
| Klub                  | Szezon    | Meccs                      | Gól                        | Meccs      | Gól        | Meccs    | Gól      | Meccs                 | Gól                   | Meccs | Gól   | Meccs    | Gól      |
| Olimbiakósz (kölcsön) | 2008–09   | 24                         | 1                          | 3          | 0          | -        | -        | 8                     | 1                     | 0     | 0     | 31       | 3        |
| Panathinaikósz        | 2009–10   | 0                          | 0                          | 0          | 0          | -        | -        | 0                     | 0                     | 0     | 0     | 0        | 0        |
| Összesen              | 2005–     | 76                         | 9                          | 3          | 0          | 2        | 0        | 10                    | 1                     | 0     | 0     | 91       | 10       |